# Famille Folch de Cardon
Cette page explique l’histoire ou répertorie les différents membres de la famille Folch de Cardon.
Pour les articles homonymes, voir Folch, Cardon (homonymie), Cardona (homonymie) et Cardone.
La maison de Cardona (encore Folch de Cardona, Folch de Cardon ou Folch de Cardone, que l'on doit prononcé [fɔlk]) était une des plus anciennes familles nobles espagnoles originaire de la Catalogne. Au temps de la Couronne d'Aragon, cette maison occupait la deuxième place par importance, juste après la famille royale d'Aragon. Le prénom Foulques (Folc ou Folch en catalan) est très répandu dans cette famille, au point de passer pour un nom de famille.
Les plus éminents de ses membres sont ducs de Cardona, grands d'Espagne, vice-rois de Catalogne, de Sicile, de Sardaigne, de Naples, de la Nouvelle-Grenade. Ils comptent aussi quatre cardinaux, des évêques, un bienheureux.
Une branche de cette famille s'est établie en Italie sous le nom de Folch de Cardone. Un rameau s'en serait détaché, se serait établi en France et serait à l'origine de la famille connue sous le nom de Folch de Cardon de Sandrans. Elle compte des illustrations lyonnaises et un député.

## Historique

### Ducs de Cardona

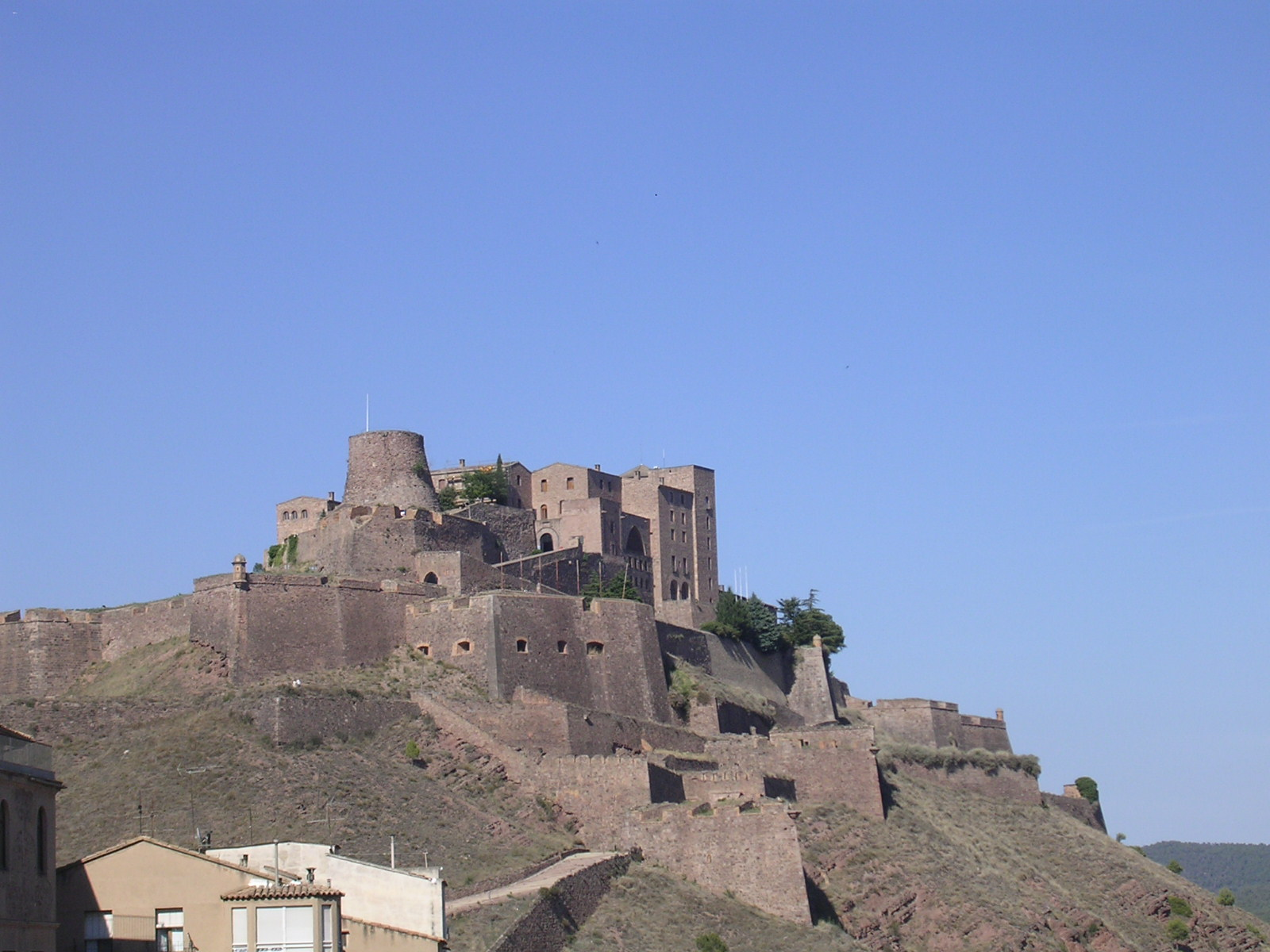
Le château de Cardona.

Les Folch de Cardona se disent d'ascendance française, descendant d'un Folc d'Anjou ou Foulques d'Anjou. Raimundo Folc aurait été un compagnon de Charlemagne, qui l'aurait nommé « seigneur de Cardona » ; son fils Ramón Folc aurait été nommé vicomte de Cardona par le comte de Barcelone. La fréquence du prénom et nom Foulques ou Folch a peut-être créé une confusion avec Foulques Ier d'Anjou qui a vécu près d'un siècle après l'hypothétique donation de Charlemagne.
Au-delà de cette légende, les Cardona sont les descendants de la famille des vicomtes d'Osona, qui prend au XIe siècle le nom de son principal château, Cardona. À la fin du siècle, la première maison de Cardona s'éteint et son héritage passe à la famille de Claramunt, qui prend à son tour le nom de Cardona. La vicomté de Cardona est érigée en comté en 1375 par le roi Pierre IV d'Aragon.
Jean Raymond IV Folch de Cardona est titré duc de Cardona par Ferdinand II d'Aragon en 1491. En 1543, Alfonso de Aragón y de Sicilia, deuxième duc de Segorbe, hérite du titre de duc de Cardona par sa femme. Leurs descendants prennent le nom de Folch de Cardona y Aragón et portent le double titre de duc de Cardona et de Segorbe. De nouveau en 1575, le titre est transmis par les femmes, et parvient à Luis de Aragón Folch de Cardona y Córdoba (1557-1596), puis à Enrique Ramón de Aragón Folch de Cardona (1588-1640), duc de Cardona et de Segorbe, qui est vice-roi de Catalogne à trois reprises.
En 1690, le double duché passe finalement à la famille de Medinaceli, qui en porte encore le titre de nos jours.
La famille de Cardona s'est divisée en de nombreuses autres branches, aujourd'hui toutes éteintes, celles des marquis de Guadalest, des comtes de Collessano, des comtes de Cardona et des seigneurs de Maldà.

### Branche italienne
Plusieurs personnalités de cette famille exercent des responsabilités de responsables militaires ou de vice-rois dans la péninsule italienne, comme Antonio de Cardona, Raimond de Cardona, Raymond II de Cardone et Enrique de Cardona y Enríquez, aux XVe et XVIe siècles. Ceux qui y font souche forment la branche italienne de la famille.

### Branche française
À la fin du XVe siècle, un rameau de cette branche italienne aurait quitté l'Italie pour la France, où ils francisent leur nom en Folch de Cardon. Cette ascendance n'est confirmée par aucun nobiliaire espagnol, mais cette famille s'illustre néanmoins par des alliances avec d'influentes familles italiennes, comme les Strozzi au XVIIe siècle.
Horace Folch de Cardon et son frère Jacques s'établissent à Lyon et défendent la ville contre la Ligue. Ils reçoivent d'Henri IV des lettres de naturalisation avec confirmation de leur noblesse d'extraction. L'aîné des deux, Horace, porte le titre de baron de Sandrans et obtient le droit d'exercer son activité de libraire en gros, sans déroger ; il y fait de fructueuses affaires, est échevin en 1610 et 1611, possède un splendide hôtel particulier et dote la ville de Lyon de plusieurs monuments et institutions. Le cadet, Jacques, épouse une Strozzi et devient grand prévôt,. Les Cardon de Sandrans descendent d'Horace. Un d'entre eux, Joseph Folch de Cardon de Sandrans, est élu député aux États généraux de 1789, y vote avec la droite et proteste contre la diminution des pouvoirs du roi.

## Principales personnalités de la famille
- Ramón Folc, vicomte de Cardona.
- Pedro de Cardona (mort en 1183), cardinal archevêque de Tolède.
- Guillem Ier de Cardona (ca) (1156-1225), vicomte de Cardona.
- Ramon IV Folch de Cardona (ca) (1180-1241), vicomte de Cardona, participe à la bataille de Las Navas de Tolosa, à celle de Muret et à la conquête de Majorque.
- Ramon V Folch de Cardona (it) (1220-1276), vicomte de Cardona, opposant au roi Jacques Ier d'Aragon.
- Bérenger de Cardona (XIIIe – XIVe siècle), maître de l'ordre du Temple en Aragon et en Catalogne.
- Hugo Ier de Cardona (it) (XIVe siècle), vicomte de Cardona, premier baron de Guadalest.
- Raymond Ier de Cardone (XIVe siècle), commandant des armées guelfes.
- Hugo II Folch de Cardona (it) (1328-1400), premier comte de Cardona, conseiller de Pierre IV d'Aragon.
- Alvaro de Cardona, religieux dominicain, le bienheureux frère Alvaro de Cordoue (ca) ou Alvaro de Zamora de Cordoue (v.1350-1430), religieux dominicain, béatifié.
- Jaime Francisco de Cardona i de Aragón (v.1405-1461), cardinal, évêque de Vic, de Gérone puis d'Urgel.
- Jean Raimond III Folch de Cardona (1418-1485), général, vice-roi de Sicile.
- Antonio de Cardona (XVe siècle), vice-roi en 1419 à 1421, président du royaume de Sicile en 1435.
- Antonio Folch de Cardona y Enriquez (en) (mort en 1555), vice-roi de Sardaigne de 1534 à 1549.
- Jean Raymond IV Folch de Cardona (1446-1513), premier duc de Cardona, en 1491.
- Raimond Folch de Cardona-Anglesola (1467-1522), amiral, vice-roi de Sicile et de Naples, capitaine général de la sainte ligue contre la France.
- Raymond II de Cardone, vice-roi de Naples, commandant les armées du pape et des Vénitiens.
- Enrique de Cardona y Enríquez (1485-1540), cardinal, archevêque de Monreale, président du royaume de Sicile.
- Pedro Folc de Cardona, archevêque de Tarragone, vice-roi de Catalogne.
- Jean Antoine de Cardona, amiral.
- Luis de Aragón Folch de Cardona y Córdoba (1557-1596), duc de Cardona et duc de Segorbe.
- Horace Folch Cardony (v.1565-1641), imprimeur français d'origine italienne
- Enrique de Aragón Folch de Cardona y Córdoba (es) (1588-1640), duc de Cardona et duc de Segorbe, vice-roi de Catalogne.
- Pedro Antonio Folch de Cardona y Aragón (es) (1611-1690), duc de Segorbe et de Cardona, vice-roi et capitaine général de Catalogne, vice-roi de Naples.
- Juana Francisca Folch de Cardona (1663-1691), épouse de Claude Lamoral II, prince de Ligne.
- Francisco de Solís Folch de Cardona (1713-1775), cardinal espagnol.
- José Solís Folch de Cardona (1716-1770), vice-roi de la Nouvelle-Grenade.
- Raimondo de Cardona  (né en 1957), diplomate italien.
- Joseph Folch de Cardon de Sandrans (1739-1799), officier français, député aux États généraux de 1789.

## Sources
- (es) Cet article est partiellement ou en totalité issu de l’article de Wikipédia en espagnol intitulé « Casa de Cardona » (voir la liste des auteurs).